# Eleccions a Guinea Equatorial
Eleccions a Guinea Equatorial dona informació sobre les eleccions i els resultats de les eleccions a Guinea Equatorial.
Guinea Equatorial escull a nivell nacional un cap d'Estat - president - i un legislatiu. El president és elegit per un mandat de set anys per sufragi universal. El president Teodoro Obiang Nguema Mbasogo ha estat reelegit consecutivament des de 1982. La Cambra dels Representants del Poble (Cámara de Representantes del Pueblo) té 100 membres, elegits per un mandat de cinc anys per la representació proporcional en circumscripcions electorals multimembre.
Guinea Equatorial és un estat de partit únic. Això vol dir que només un partit polític, el Partit Democràtic de Guinea Equatorial (PDGE) és de facto autoritzat a posseir un poder efectiu. Tot i que es permeten els partits polítics d'oposició, de facto ho tenen força difícil per assolir el poder.

## Eleccions de 2008
A les eleccions generals de Guinea Equatorial de 2008, el PDGE va obtenir 99 escons i l'opositor Convergència per a la Democràcia Social només va obtenir un escó.
| Partit Democràtic de Guinea Equatorial  | 99  |
| Oposició democràtica aliada al PDGE     | 99  |
| Convergència per a la Democràcia Social | 1   |
| Total (participació %)                  | 100 |
| Font: jeuneafrique.com                  |     |

## Eleccions de 2013
A les eleccions generals de Guinea Equatorial de 2013 els 100 membres de la Cambra dels Representants del Poble van ser elegits per llistes tancades de representació proporcional en circumscripcions plurinominals. mentre que dels 70 membres del Senat 55 eren elegits i 15 havien de ser nomenats per President Teodoro Obiang Nguema Mbasogo. Els resultats a la Cambra foren:
| Partit                                                                  | Vots | % | Escons | +/– |
| ----------------------------------------------------------------------- | ---- | - | ------ | --- |
| Partit Democràtic de Guinea Equatorial                                  |      |   | 99     | 0   |
| Convergència per a la Democràcia Social                                 |      |   | 1      | 0   |
| Total                                                                   |      |   | 100    | 0   |
| Font: Govern de Guinea Equatorial Arxivat 2016-03-03 a Wayback Machine. |      |   |        |     |

## Eleccions de 2017
A les eleccions generals de Guinea Equatorial de 2017 els 100 membres de la Cambra dels Representants del Poble van ser elegits per llistes tancades de representació proporcional en circumscripcions plurinominals. mentre que dels 70 membres del Senat 55 eren elegits i 15 havien de ser nomenats per President Teodoro Obiang Nguema Mbasogo. Els resultats a la Cambra foren:
| Partit                                                                  | Vots | % | Escons | +/– |
| ----------------------------------------------------------------------- | ---- | - | ------ | --- |
| Partit Democràtic de Guinea Equatorial                                  |      |   | 99     | 0   |
| Ciutadans per la Innovació de Guinea Equatorial                         |      |   | 1      | Nou |
| Juntos Podemos                                                          |      |   | 0      | -1  |
| Total                                                                   |      |   | 100    | 0   |
| Font: Govern de Guinea Equatorial Arxivat 2017-11-19 a Wayback Machine. |      |   |        |     |